# 蔡姓
蔡姓是漢姓之一，出自姬姓。在北宋百家姓中，蔡姓被列于第44位。在中國，据2010年第六次人口普查，蔡姓是中国大陆第44大姓，约占汉族人口的0.46%。尤以广东、浙江、江苏、四川等省多此姓，四省蔡姓约占大陆地区汉族蔡姓人口的44%。当代蔡姓总人口约552万。在台湾，蔡姓是第九大姓，人口超过60万。

## 源流
- 《姓氏考略》云：「周文王第十四子蔡叔度生蔡仲，受封於蔡，子孫以國為氏。」
- 《元和姓纂》云：「周文王第十四子蔡叔度生蔡仲，受封蔡，後為楚所滅，子孫以國為氏。」
- 《通志．氏族略．以國為氏》載：「蔡氏，文王第五子蔡叔度之國也，或言第十四子，同母兄弟十人，惟權，旦賢，故文王舍伯邑考而立武王，周公輔之。周公以殺王命伐之，殺管叔而放蔡叔，以奉蔡叔之逸，視為蔡仲。』『自昭侯以下，春秋后相承二十六世，為楚所滅，子孫以國為氏。又后周改賜姓大利稽，隋復陽。」
- 南方的各原住民族隨南遷中原人而改姓。

## 分布
中國蔡姓主要分布于广东、浙江、四川、江苏四省，大约占蔡姓总人口的44％；其次分布于湖北、河南、湖南、福建、江西、安徽，此六省集中了蔡姓总人口的31.3％。广东约占蔡姓总人口的15.4％，为蔡姓第一大省。全国以南方和東南沿海地区為蔡姓的高比率分布区。

## 朝韓蔡氏
蔡（：／ Che）是朝鮮民族姓氏之一。 根據2000年的人口普查，韓國的蔡氏人口為119,251。

### 氏族
| 氏族（地域） |
| ------------ |
| 平康蔡氏     |
| 仁川蔡氏     |
| 陰城蔡氏     |
| 光州蔡氏     |

## 地名
- 蔡家營村：中華人民共和國湖北省襄陽市穀城縣石花鎮下轄的村

- 蔡厝村：臺灣雲林縣四湖鄉的村。[2]

## 参見
- 蔡国
- 百家姓

## 延伸阅读
[在维基数据编辑]
 《百家姓》
 《欽定古今圖書集成·明倫彙編·氏族典·蔡姓部》，出自陈梦雷《古今圖書集成》

## 外部連結
- 世界柯蔡宗親總會 （页面存档备份，存于）
- 史記‧卷035‧管蔡世家 （页面存档备份，存于）
- 马来西亚麻属蔡氏济阳公所